# Internet Explorer 6
O Microsoft Internet Explorer 6 foi uma das versões mais populares do Internet Explorer, principalmente porque foi totalmente integrado às versões do Microsoft Windows: XP e Server 2003.
Foi lançada em 27 de agosto de 2001 e foi o navegador web mais usado durante o seu "reinado" (superando o Internet Explorer 5.x), atingindo um pico de utilização de 80% em períodos dos anos de 2002 e 2003, e em conjunto com outras versões, 95% em 2003. E só decaiu lentamente até 2007, quando ele perdeu cerca de metade da sua fatia de mercado para o Internet Explorer 7 e Mozilla Firefox entre o final de 2006 a 2008.

## Novidades
Algumas novidades foram:
- barra de ferramentas;
- bloqueador de pop-ups (junto com o Service Pack 2 do XP);
- integração com o Windows Messenger;
- suporte a DHTML acessórios.[1]
- apoio parcial de CSS nível 1, DOM level 1 e SMIL 2.0 O MSXML motor também foi atualizado para a versão 3.0;[1]
- incluída uma nova versão do Internet Explorer Administration Kit (IEAK);[2]
- redimensionamento automático de imagens;
- suporte ao protocolo P3P;
- última versão a ter a marca do Windows e última a ter o seu nome oficial contendo o nome Microsoft.